# In the Grayscale
In the Grayscale (span. Originaltitel: En la gama de los grises) ist ein Liebesdrama und Erstlingswerk des chilenischen Regisseurs Claudio Marcone aus dem Jahr 2015. Es handelt vom bisexuellen Bruno, der trotz früher Ahnung erst als verheirateter Familienvater seine ersten homosexuellen Erfahrungen macht und sein Leben dabei ins Wanken gerät.

## Handlung
Bruno ist Architekt und hat mit seiner Frau Soledad einen Sohn, Daniel. Zu Beginn des Films wohnt Bruno jedoch schon nicht mehr bei seiner Familie, sondern schläft in der Werkstatt seines Großvaters Toto. Seinem Sohn erklärt er, dass er selbst noch nicht den Grund wisse, jedoch Zeit für sich brauche, um diesen herauszufinden.

Für einen neuen Auftrag in Santiago wird Bruno von seinem Chef an Fer vermittelt, einem Stadtführer, der offen schwul lebt. Für Fer ist die Liebe kein Spiel und die schwule Welt einfach: Schwarz oder Weiß, entweder ist sein Gegenüber schwul und eine Beziehung möglich oder eben nicht. Problematisch werde es nur, wenn man sich in jemanden verliebt, der sich in den Grautönen (In the Grayscale) befindet.

Beide beginnen eine leidenschaftliche Romanze bis Brunos Familie dahinterkommt. Bruno weist sowohl seine Familie als auch Fer harsch ab und zieht sich zurück. Er holt sich Rat bei Toto und spricht sich mit seiner Frau aus. Am Ende entscheidet sich Bruno weder für Schwarz noch für Weiß.

## Produktion
Im deutschsprachigen Raum kam der Film im Originalton mit dt. Untertiteln am 29. Oktober 2015 in die Kinos und erschien gleichzeitig auf DVD. Der deutsche Verleih erfolgt durch Pro-Fun Media GmbH, international durch Outplay Films.

## Rezeption
Bei Rotten Tomatoes konnte der Film nur 55 % der Kinobesucher überzeugen.
Guy Lodge auf Variety fühlt sich an Weekend von Andrew Haigh erinnert, in dem ebenfalls die kontrastierenden Temperamente zweier verliebter Männer eine delikate, dramatische Spannung erzeugten. Für Lodge stießen in dieser Romanze Ideologien aufeinander, auch in der Bildsprache. Momente der Annäherung und Spannung werden auf einsame Bilder von Bruno in seinem Schlafzimmer geschnitten. Das würde jedes Mal die Wünsche des Publikums zurückstoßen. Die vermeintliche Auflösung der Spannung (der erste Kuss) wird jedoch bildlich ganz ausgelassen und nur indirekt später darauf Bezug genommen: so würde die ungewisse Vergangenheit wie Zukunft der Beziehung bewusst weiter verschleiert, was der Denkweise des Protagonisten entspreche. Die schmeichelhaft hoffnungsvoll gedrehten Bilder Santiagos spielten eine Schlüsselrolle und spiegelten die Differenzen der Liebenden wider: die postkolonialische Identität wird deutlich in Ruinen einstiger Prachtbauten und deute auch auf emotionale Sackgassen in den Beziehungen hin.

“one a gay man for whom homosexuality is a black-or-white concept, the other choosing to remain, as the title implies, undefined”

„einer ein schwuler Mann, für den Homosexualität ein Schwarz-Weiß-Konzept ist, der andere beschließt, wie der Titel schon sagt, undefiniert zu bleiben“

Für Jonathan Holland im Hollywood Reporter umschreibe der Film die Auswirkungen auf das Selbst und die Umwelt, wenn man nicht in Standardkategorien eingestuft werden könne. Es sei einfühlsam geschrieben, gespielt und gedreht: 

“Bruno alone, however, is sometimes framed as though to emphasize his isolation, while one scene is unashamedly voyeuristic in the way it fills the screen with parts of him sleeping -- his torso, his hand.”

„Bruno allein jedoch wird manchmal wie ein Stillleben gerahmt, um seine Isolation zu betonen, während eine Szene unverschämt voyeuristisch ist, indem sie den Bildschirm mit Körperteilen des Schlafenden füllt - seinem Oberkörper, seiner Hand.“

 Außerdem stelle er eine Verbindung zwischen Gesellschaft und Individuum her: Brunos innerer Konflikt spiegele sich dabei in der Entscheidungsunfähigkeit im Beruflichen wider. Zuerst schwebt ihm als Ikone ein phallischer Turm vor, später entscheidet er sich für eine verbindende Brücke. Brunos innerer Konflikt decke sich dabei mit dem nationalen Konflikt Chiles als Nation gemischter Ethnien.

## Festivals und Auszeichnungen
Der Film wurde beim Frameline Filmfestival 2015 aufgeführt.